# République populaire de Lougansk
Ne doit pas être confondu avec oblast de Louhansk.
Pour les articles homonymes, voir Louhansk (homonymie).
La république populaire de Lougansk (en russe : Луганская Народная Республика, Louganskaïa narodnaïa respoublika), ou de Louhansk (en ukrainien : Луганська народна республіка, Louhanska narodna respoublika) selon la transcription, abrégé RPL ou par translittération LNR,, est une organisation quasi-étatique sécessionniste de l'Ukraine, créée par la Russie en 2014 dans les parties de l'oblast de Louhansk qu'elle occupe. Elle est transformée en république, sujet de la fédération de Russie en 2022 après un référendum d'annexion à Louhansk conduit illégalement au regard du droit international par les forces d'occupation russes. La grande majorité de la communauté internationale n'a pas reconnu cette entité comme un État indépendant,. Elle revendique comme capitale la ville de Louhansk (Lougansk), importante ville majoritairement russophone de l'est de l'Ukraine située dans le Donbass, qu'elle contrôle, de même que la quasi-totalité de l'oblast de Louhansk.
Le 21 février 2022, Vladimir Poutine annonce la reconnaissance russe de l'indépendance des républiques du Donbass, dont celle de Lougansk. Cette reconnaissance fait immédiatement l'objet d'une large condamnation au Conseil de sécurité des Nations unies et précède de trois jours l'invasion de l'Ukraine par la Russie en 2022 ordonnée par le président russe.
Le 30 septembre 2022, la Russie annonce l'annexion de la république à son territoire, en même temps que les autres territoires occupés.
Ni l'Ukraine ni la communauté internationale ne reconnaissent le statut de cette entité.

## Histoire

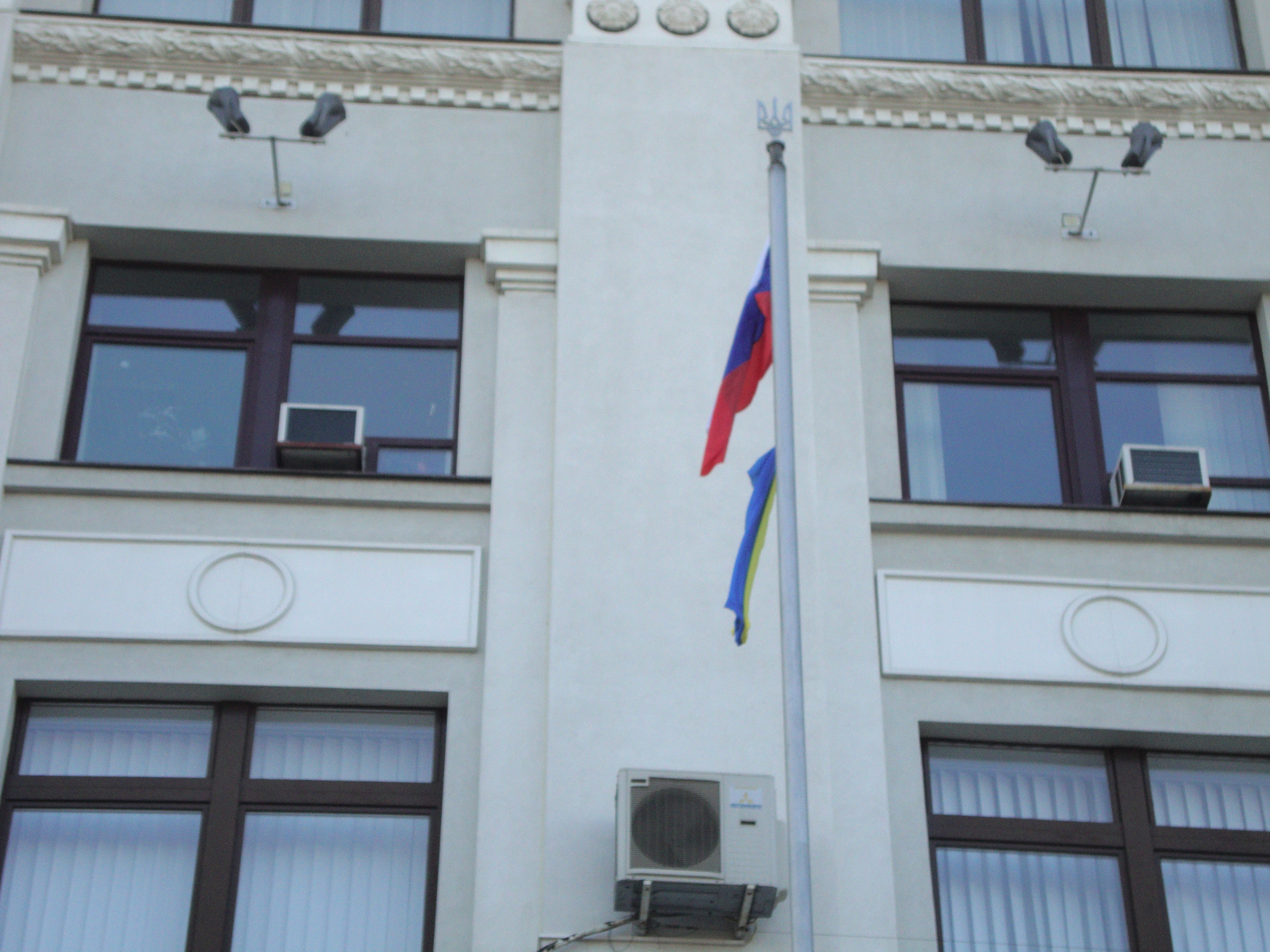
Le drapeau russe hissé le 1 mars 2014 sur la façade du bâtiment de l'administration régionale.

À partir du 13 avril 2014, des hommes de la milice du Donbass sont engagés à Sloviansk contre l'opération ukrainienne « antiterroriste » menée par Tourtchynov, président ukrainien par intérim.
Le 11 mai 2014 a lieu un référendum d'autodétermination. Jugé non démocratique par l'Union européenne, le référendum confirme l'indépendance de la république autoproclamée à une très large majorité. Le 13 mai, son gouverneur, Valéri Bolotov, est blessé par un attentat au pistolet-mitrailleur. Le 17 mai 2014, le procureur général d'Ukraine déclare la république populaire de Louhansk « organisation terroriste ».
Les opérations « antiterroristes » redoublent en juin 2014, faisant plusieurs centaines de morts. Dans la nuit du 14 au 15 juin 2014, les séparatistes abattent un avion de l'armée ukrainienne, tuant sur le coup quarante parachutistes et neuf membres d'équipage. Trois jours après la chute de Sloviansk devant les forces gouvernementales ukrainiennes, un assaut de celles-ci est repoussé le 8 juillet par les forces rebelles de la république populaire de Louhansk. Son président Valéri Bolotov démet son gouvernement le 4 juillet puis démissionne le 14 août. Il est remplacé par Igor Plotnitski.
L'offensive de l'armée gouvernementale ukrainienne contre la république populaire de Louhansk commence en juillet 2014, lors de la seconde phase de l'opération « antiterroriste ». La ville de Lyssytchansk, située à 90 km au nord-ouest de Lougansk est reprise par l'armée ukrainienne le 24 juillet 2014 après avoir été le théâtre de violents combats,. Pendant la contre-attaque des rebelles ukrainiens russophones d'août 2014, l'aéroport international de Louhansk et ses environs sont repris par la rébellion à la fin du mois d'août.
Après une série de défaites des bataillons de volontaires ukrainiens proKiev et de soldats, un cessez-le-feu est signé à Minsk, le 5 septembre 2014 entre les représentants de la république populaire de Lougansk, de la république populaire de Donetsk et du gouvernement de Kiev. Il est effectif ce même-jour à 18 heures. Le 23 septembre 2014, malgré le cessez-le-feu en vigueur depuis le 5 septembre, les tirs d'artillerie se font toujours entendre dans la ville, où un bataillon s'est installé afin que les recrues puissent s'entraîner à manier le fusil d’assaut et le lance-roquettes avant de partir au front.
À la suite du conflit opposant les Ukrainiens prorusses aux Ukrainiens progouvernementaux, le Parlement ukrainien vote le 16 septembre une loi accordant une autonomie limitée pour les régions contrôlées par les prorusses, qui rejettent cette proposition.
Les armées de Donetsk et celles de Louhansk décident de fusionner le 16 septembre 2014 pour former les « forces armées des États de Novorossiya »,,. Les mois de juillet et août sont désastreux pour elles, beaucoup d'analystes disant qu'elles sont sur le point de connaître la défaite. Une contre-offensive soudaine, soutenue par les troupes russes selon le gouvernement ukrainien, encercle des milliers de soldats ukrainiens et les force à se retirer.
Du 20 au 24 novembre 2017, un coup d’État a lieu à Louhansk, après que le président Igor Plotnitski a tenté de limoger le ministre de l'Intérieur Igor Kornet. Ce dernier, soutenu par la république populaire de Donetsk et probablement par la Russie, force Plotnistki à fuir à Moscou et à démissionner et fait arrêter des membres de son entourage. Le chef des services secrets de Louhansk, Leonid Passetchnik, devient alors président par intérim. Profitant de la division entre les factions autonomistes, l'armée ukrainienne avance et reprend trois villages ainsi que des hauteurs stratégiques près de Debaltseve. Elle cesse sa progression le 23 novembre au village de Krimskoe, qui ne se trouve qu'à une quarantaine de kilomètres au nord de Louhansk, à la suite de combats faisant 5 morts dans ses rangs.
Le 29 septembre 2022, conformément à l'annonce des résultats aux référendums, Vladimir Poutine signe des décrets reconnaissant l'indépendance des régions de Kherson et de Zaporijjia. Le 30 septembre, le président russe prononce l'annexion de ces dernières ainsi que des républiques populaires de Donetsk et de Lougansk. L'annexion est formalisée le 5 octobre.
Le 1er juillet 2025, l'armée russe affirme contrôler l'intégralité du territoire de la république populaire de Lougansk, Leonid Passetchnik s'exprime ensuite à la télévision d’État en confirmant que "100 % du territoire" est désormais "libéré".

## Politique et administration
Le pouvoir exécutif et législatifs siègent dans les anciens bâtiments de l'administration centrale ukrainienne pris lors de la guerre de 2014.

### Pouvoir exécutif
La république populaire de Lougansk est dirigée par un président puis un chef (depuis le 5 octobre 2022) qui est élu au suffrage universel direct. L'actuel chef de la république est Leonid Passetchnik.

### Pouvoir législatif
Le pouvoir législatif est exercé par le Conseil populaire qui est renouvelé tous les quatre ans lors d'élections législatives. Le Conseil populaire est actuellement présidé par Denis Mirochnitchenko et les dernières élections législatives ont eu lieu le 11 novembre 2018.

## Réactions internationales

L'oblast de Louhansk au sein de l'Ukraine.

À l'occasion d'une réunion d'urgence à Genève le 17 avril 2014, la Russie, l'Ukraine, les États-Unis et l'Union européenne se mettent d'accord sur le fait que les formations militaires illégales en Ukraine doivent être dissoutes, et que toute personne occupant les bâtiments administratifs doit déposer les armes et les quitter. L'accord ajoute la possibilité d'une amnistie pour tous les manifestants antigouvernementaux. Néanmoins, les séparatistes Ukrainiens prorusses de Louhansk refusent l'accord, défiant ainsi les autorités centrales de Kyïv et fragilisant une nouvelle entente occidentale sur l'Ukraine,,.
En cas de non désescalade du conflit, les États-Unis insistent sur le fait de prendre des « mesures additionnelles », c'est-à-dire des sanctions, contre la Russie,. Le discours de Barack Obama en Pologne le 5 juin 2014 est dirigé contre la Russie.

## Reconnaissance de l'indépendance
Le premier État à reconnaître l'indépendance de la république populaire de Lougansk est l'Ossétie du Sud à la suite d'un référendum.
Le 18 février 2017, la Russie reconnaît à titre temporaire les pièces d'identité, passeports, diplômes émis par la république populaire de Lougansk et autorise les habitants à se rendre sur son territoire. Ceci a été condamné par l'OTAN le 30 mars suivant.
Le 21 février 2022, le président de la fédération de Russie Vladimir Poutine annonce, lors d'une allocution télévisée, que son pays reconnaît formellement l'indépendance des républiques populaires de Lougansk et de Donetsk,. Cette déclaration intervient dans le cadre de la crise russo-ukrainienne de 2021-2022.
La Syrie est le premier État à reconnaître les républiques populaires de Lougansk et de Donetsk le 25 février 2022. Le 13 juillet 2022, la Corée du Nord reconnaît à son tour les deux républiques.

### États membres de l'ONU reconnaissant l'indépendance
- Russie[3]
- Syrie[4],[37]
- Corée du Nord[38]

### États membres de l'ONU soutenant la décision de la Russie
- Biélorussie[39],[40]
- République centrafricaine[41]
- Kirghizistan[42]
- Nicaragua[40]
- Venezuela[43]

### États non membres de l'ONU ayant reconnu l'indépendance
- Abkhazie[44]
- République populaire de Donetsk
- Ossétie du Sud-Alanie[45]

## Culture

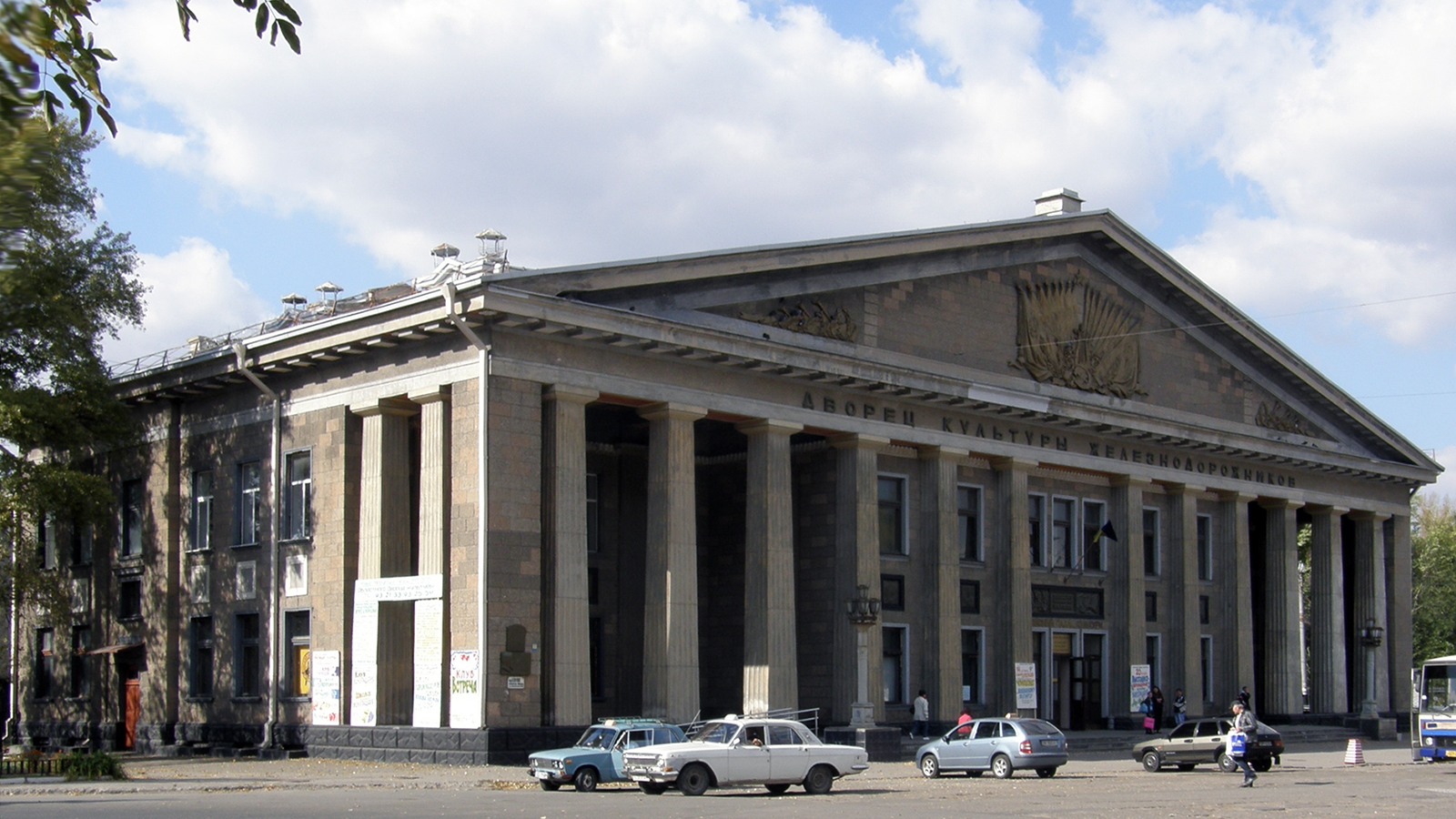
Façade du palais de la Culture avec ses colonnes ioniques.

La ville possède un palais de la Culture (avant 2002 : palais de la Culture des cheminots) construit en forme de temple grec qui possède deux salles de spectacles (l'une de 450 places, l'autre de 132 places), quatre salles de danse, un foyer et accueille une vingtaine de clubs culturels.[réf. nécessaire]
La ville dispose de plusieurs bibliothèques, dont la plus importante est la bibliothèque Gorki, et de neuf musées : le musée régional, le musée d'Histoire (anciennement musée Vorochilov), le musée des beaux-arts, la galerie d'exposition de l'union des artistes, le musée de l'Aviation, le musée des Pompiers, le musée Vladimir-Dahl, l'appartement-musée Vladislav-Titov et enfin le musée du Génie mécanique.[réf. nécessaire]
Il existe en ville cinq salles de cinéma, un cirque (le cirque d'État de Lougansk) et quatre théâtres : le théâtre dramatique russe, le théâtre dramatique et musical ukrainien, le théâtre de marionnettes et le théâtre de variétés. La musique est bien représentée avec l'orchestre philharmonique régional, l'orchestre symphonique de Lougansk, le centre de création contemporaine « 7, place Rouge », le rock-club régional, l'orchestre du palais de la Culture, etc.[réf. nécessaire]

## Symboles

### Armoiries
Depuis sa proclamation la RPL a plusieurs fois modifié ses symboles étatiques, passant d’un blason d’inspiration impériale en avril à une modification du blason ukrainien de l’oblast en juin et finalement à des armes de style soviétique fin octobre. Le drapeau a aussi été modifié à plusieurs reprises, il contient actuellement les armes actuelles[réf. nécessaire].

Armes de la RPL (avril-mai 2014).
Armes de la RPL (juin-juillet 2014).
Armes de la RPL (depuis le 29 octobre 2014).